# Campeonato Mundial de Atletismo Sub-20 de 2016 - 200 m feminino
A prova dos 200 metros rasos feminino do Campeonato Mundial de Atletismo Sub-20 de 2016 ocorreu entre os dias 22 e 23 de julho, em Bydgoszcz, na Polônia. 

## Recordes
Antes desta competição, os recordes mundiais e do campeonato nesta prova eram os seguintes:
|     | Nome                | Nacionalidade  | Tempo | Local      | Data                 |
| --- | ------------------- | -------------- | ----- | ---------- | -------------------- |
| WJR | Allyson Felix       | Estados Unidos | 22.18 | Atenas     | 25 de agosto de 2004 |
| CR  | Anthonique Strachan | Bahamas        | 22.53 | Barcelona  | 13 de julho de 2012  |
| WJL | Sada Williams       | Barbados       | 22.61 | Bridgetown | 18 de março de 2016  |

## Medalhistas
| Ouro                          | Prata               | Bronze               |
| Edidiong Ofonime Odiong (BHR) | Evelyn Rivera (COL) | Estelle Raffai (FRA) |

## Cronograma
Todos os horários são locais (UTC+1).
| Data        | Hora  | Evento        |
| ----------- | ----- | ------------- |
| 22 de julho | 12:00 | Eliminatórias |
| 22 de julho | 21:00 | Semifinal     |
| 23 de julho | 18:20 | Final         |

## Resultados

### Eliminatórias
Qualificação: Os 4 primeiros de cada bateria (Q) e os 4 tempos mais rápidos (q). 
| Posição | Bateria | Atleta                  | Nacionalidade            | Tempo | Notas     |
| ------- | ------- | ----------------------- | ------------------------ | ----- | --------- |
| 1       | 2       | Edidiong Ofonime Odiong | Bahrein                  | 23.06 | Q         |
| 2       | 3       | Sada Williams           | Barbados                 | 23.38 | Q         |
| 3       | 4       | Jenae Ambrose           | Bahamas                  | 23.45 | Q         |
| 4       | 3       | Estelle Raffai          | França                   | 23.52 | Q,        |
| 5       | 4       | Finette Agyapong        | Grã-Bretanha             | 23.58 | Q         |
| 6       | 3       | Ashlan Best             | Canadá                   | 23.61 | Q,        |
| 7       | 1       | Evelyn Rivera           | Colômbia                 | 23.66 | Q         |
| 8       | 5       | Tasa Jiya               | Países Baixos            | 23.67 | Q         |
| 9       | 2       | Cynthia Leduc           | França                   | 23.75 | Q         |
| 10      | 5       | Maddison Coates         | Austrália                | 23.78 | Q,        |
| 11      | 5       | Eleni Frommann          | Alemanha                 | 23.79 | Q         |
| 12      | 4       | Taylor Bennett          | Estados Unidos           | 23.82 | Q         |
| 13      | 3       | Charlotte McLennaghan   | Grã-Bretanha             | 23.89 | Q         |
| 14      | 5       | Mercy Ntia-Obong        | Nigéria                  | 23.91 | Q         |
| 15      | 2       | Helene Rønningen        | Noruega                  | 23.92 | Q         |
| 16      | 5       | Carina Pölzl            | Áustria                  | 23.93 | q         |
| 17      | 5       | Basirah Sharifa Nasir   | Bahrein                  | 23.96 | q, DSQ    |
| 17      | 4       | Georgia Hulls           | Nova Zelândia            | 23.99 | Q         |
| 18      | 2       | Zion Corrales-Nelson    | Filipinas                | 24.00 | Q,        |
| 19      | 4       | Roneisha McGregor       | Jamaica                  | 24.10 | q,        |
| 20      | 2       | Tamzin Thomas           | África do Sul            | 24.11 | q         |
| 21      | 3       | Olivia Eaton            | Nova Zelândia            | 24.13 |           |
| 22      | 2       | Sofia Bonicalza         | Itália                   | 24.14 |           |
| 23      | 1       | Shanice Reid            | Jamaica                  | 24.18 | Q         |
| 24      | 1       | Andrea Bouma            | Países Baixos            | 24.19 | Q         |
| 25      | 1       | Sindija Bukša           | Letónia                  | 24.22 | Q         |
| 26      | 4       | Lara Gómez              | Espanha                  | 24.23 |           |
| 27      | 1       | Kayla Anise Richardson  | Filipinas                | 24.29 |           |
| 28      | 2       | Cecilia Tamayo          | México                   | 24.39 |           |
| 29      | 4       | Myia Dorsey             | Ilhas Virgens Americanas | 24.50 |           |
| 30      | 4       | Jusztina Csóti          | Hungria                  | 24.55 |           |
| 31      | 2       | Akia Guerrier           | Turcas e Caicos          | 25.16 |           |
| 32      | 3       | Aliya Boshnak           | Jordânia                 | 25.66 | NJR       |
| 33      | 1       | Mariam Mamdouh Farid    | Catar                    | 30.25 |           |
| 34      | 1       | Jayla Kirkland          | Estados Unidos           | 53.07 |           |
| 35      | 1       | Sharlene Mawdsley       | Irlanda                  | DSQ   | R163.3(a) |
| 36      | 3       | Aniekeme Alphonsus Etim | Nigéria                  | DNS   |           |
| 36      | 3       | Devine Parker           | Bahamas                  | DNS   |           |
| 36      | 5       | Diana Vaisman           | Israel                   | DNS   |           |
| 36      | 5       | Khalifa St. Fort        | Trinidad e Tobago        | DNS   |           |

### Semifinal

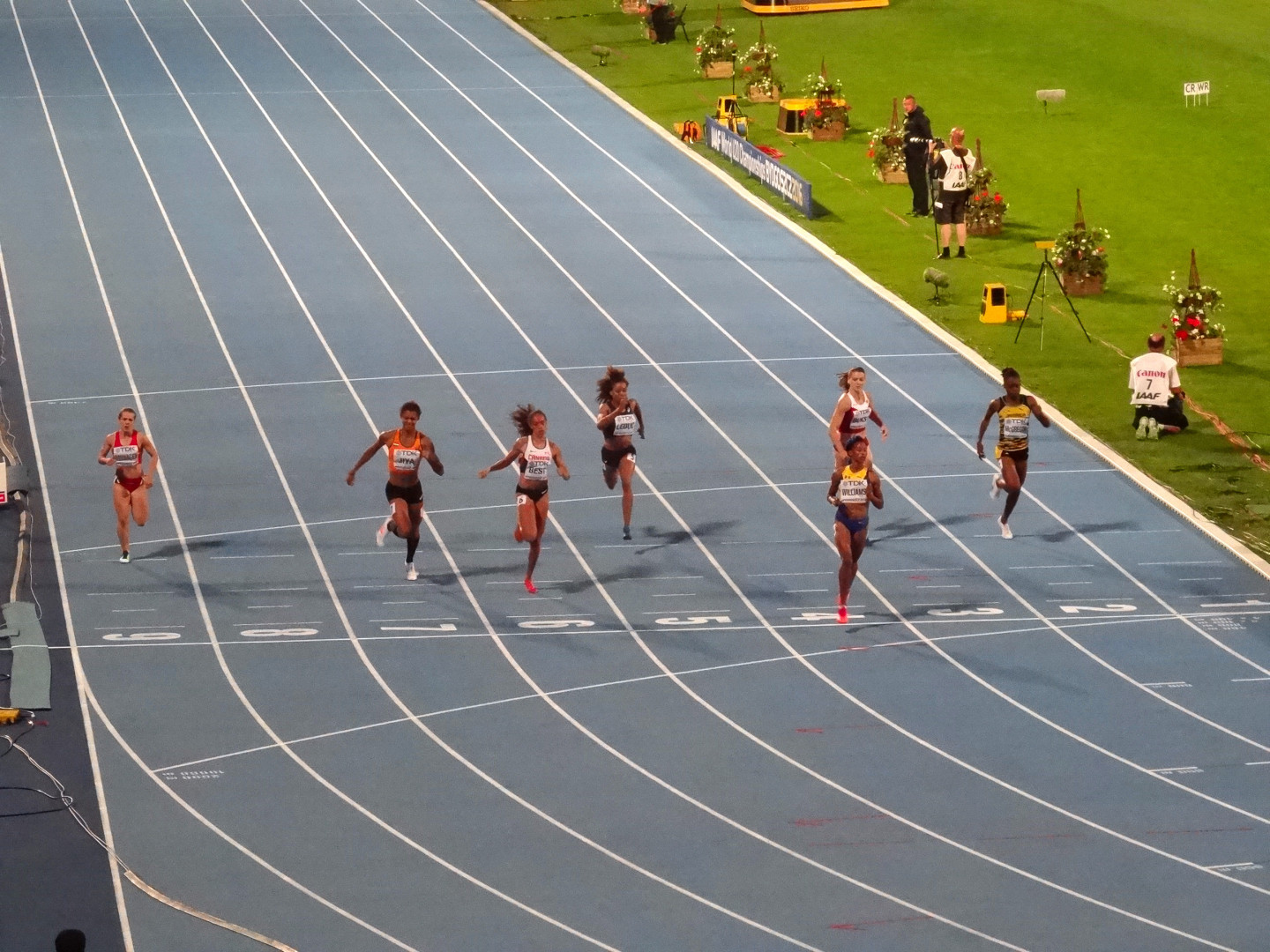
Semifinal 1

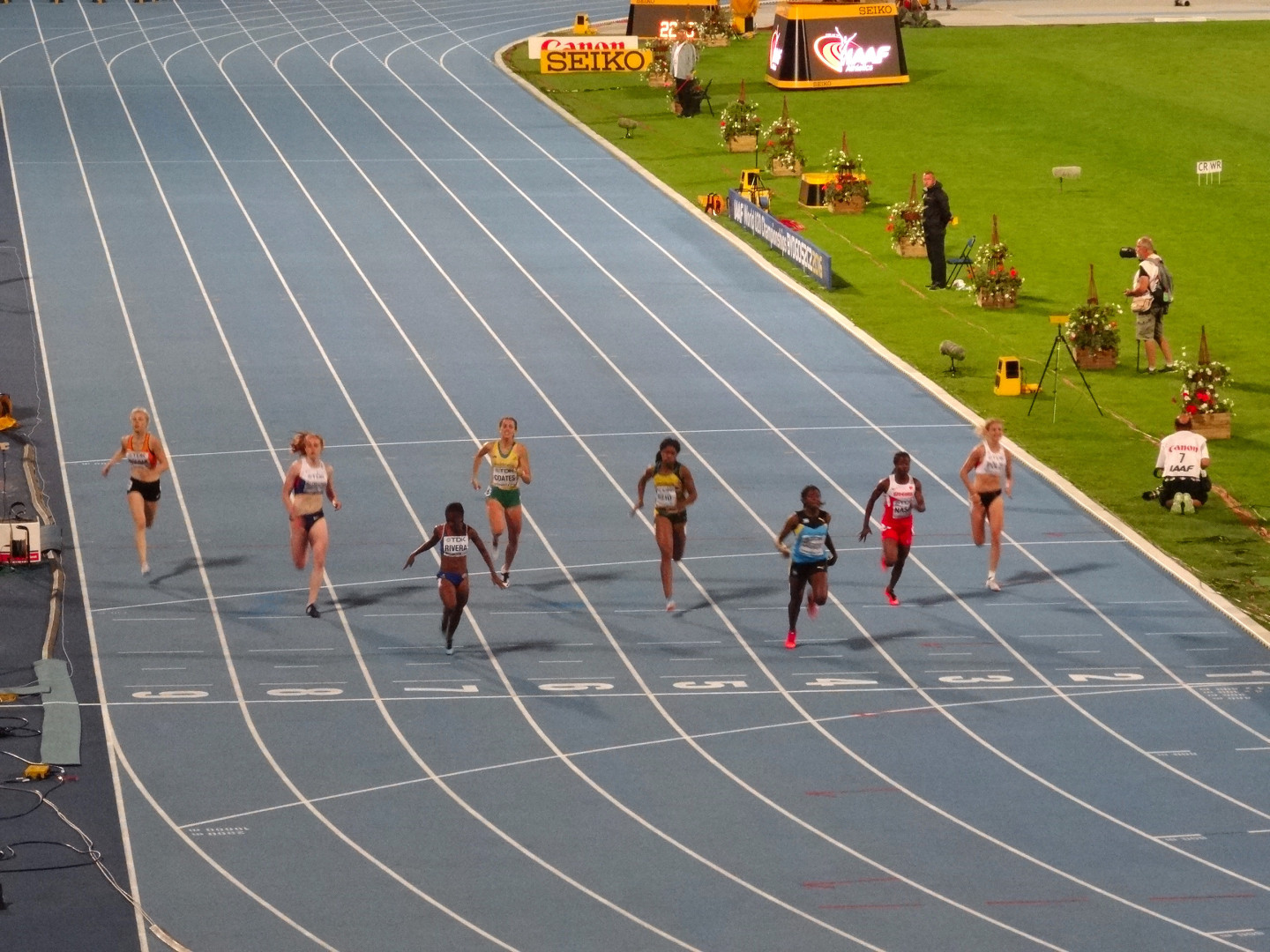
Semifinal 2

Qualificação: Os 2 primeiros de cada bateria (Q) e os 2 tempos mais rápidos (q). 
| Posição | Bateria | Atleta                  | Nacionalidade  | Tempo | Notas           |
| ------- | ------- | ----------------------- | -------------- | ----- | --------------- |
| 1       | 3       | Edidiong Ofonime Odiong | Bahrein        | 23.19 | Q               |
| 2       | 1       | Sada Williams           | Barbados       | 23.35 | Q               |
| 3       | 2       | Jenae Ambrose           | Bahamas        | 23.44 | Q               |
| 4       | 2       | Evelyn Rivera           | Colômbia       | 23.45 | Q               |
| 5       | 3       | Estelle Raffai          | França         | 23.45 | Q,              |
| 6       | 3       | Taylor Bennett          | Estados Unidos | 23.49 | q               |
| 7       | 3       | Finette Agyapong        | Grã-Bretanha   | 23.64 | q               |
| 8       | 1       | Ashlan Best             | Canadá         | 23.66 | Q               |
| 9       | 1       | Tasa Jiya               | Países Baixos  | 23.72 |                 |
| 10      | 2       | Basirah Sharifa Nasir   | Bahrein        | 23.77 | DSQ             |
| 10      | 2       | Shanice Reid            | Jamaica        | 23.85 | SB              |
| 11      | 2       | Charlotte McLennaghan   | Grã-Bretanha   | 23.87 |                 |
| 12      | 1       | Roneisha McGregor       | Jamaica        | 23.94 | Recorde pessoal |
| 13      | 2       | Carina Pölzl            | Áustria        | 23.96 |                 |
| 14      | 2       | Maddison Coates         | Austrália      | 23.96 |                 |
| 15      | 1       | Sindija Bukša           | Letónia        | 23.99 | Recorde pessoal |
| 16      | 1       | Cynthia Leduc           | França         | 24.02 |                 |
| 17      | 1       | Helene Rønningen        | Noruega        | 24.04 |                 |
| 18      | 3       | Zion Corrales-Nelson    | Filipinas      | 24.05 |                 |
| 19      | 3       | Georgia Hulls           | Nova Zelândia  | 24.06 |                 |
| 20      | 2       | Andrea Bouma            | Países Baixos  | 24.19 |                 |
| 21      | 3       | Eleni Frommann          | Alemanha       | 24.22 |                 |
| 22      | 3       | Tamzin Thomas           | África do Sul  | 24.49 |                 |
| 23      | 1       | Mercy Ntia-Obong        | Nigéria        | DNS   |                 |

### Final
A prova final foi realizada no dia 23 de julho às 18:20.  
| Posição           | Raia | Atleta                  | Nacionalidade  | Tempo | Notas           |
| ----------------- | ---- | ----------------------- | -------------- | ----- | --------------- |
| Medalha de ouro   | 5    | Edidiong Ofonime Odiong | Bahrein        | 22.84 |                 |
| Medalha de prata  | 7    | Evelyn Rivera           | Colômbia       | 23.21 | Recorde pessoal |
| Medalha de bronze | 9    | Estelle Raffai          | França         | 23.48 |                 |
| 4                 | 4    | Jenae Ambrose           | Bahamas        | 23.53 |                 |
| 5                 | 3    | Taylor Bennett          | Estados Unidos | 23.55 |                 |
| 6                 | 8    | Ashlan Best             | Canadá         | 23.68 |                 |
| 7                 | 2    | Finette Agyapong        | Grã-Bretanha   | 23.74 |                 |
| 8                 | 6    | Sada Williams           | Barbados       | DNF   |                 |

Legenda
| Recorde mundial       | Recorde mundial (World record)               |                       | Recorde africano                      | Recorde africano (African) |                                           | Q | Classificado por posição (Qualified) |
| Recorde do campeonato | Recorde do campeonato (Championship record)  | Recorde da América    | Recorde da América (Americas)         | q                          | Classificado por melhor tempo (Qualified) |   |                                      |
| Melhor marca do ano   | Melhor marca do ano (World leading)          | Recorde asiático      | Recorde asiático (Asian)              | DNS                        | Não largou (Did not start)                |   |                                      |
| Recorde nacional      | Recorde nacional (National record)           | Recorde europeu       | Recorde europeu (European)            | DNF                        | Não terminou (Did not finish)             |   |                                      |
| Recorde pessoal       | Recorde pessoal do atleta (Personal best)    | Recorde da Oceania    | Recorde da Oceania (Oceania)          | DSQ / DQ                   | Desclassificado (Disqualified)            |   |                                      |
| Recorde da temporada  | Recorde da temporada do atleta (Season best) | Recorde sul-americano | Recorde sul-americano (South America) | NM                         | Sem marca (No mark)                       |   |                                      |